# Roberto Escobar Budge
Roberto Escobar Budge (* 11. Mai 1926 in Santiago de Chile; † 2011) war ein chilenischer Komponist und Philosoph.

## Leben
Der Schüler von René Amengual Astaburuaga hatte u. a. Professuren am Institut für Politikwissenschaften der Universidad de Chile, der Universidad Católica de Valparaíso und der University of Missouri inne und war Präsident der Sociedad Chilena de Filosofía und der Asociación Nacional de Compositores. 
Er komponierte u. a. eine Kammersuite, ein Bläserquintett, ein Stück für Schlagzeug und Stimmen, Klavierstücke, Kantaten und Filmmusik. Außerdem verfasste er musikwissenschaftliche und philosophische Essays und Bücher, darunter Creadores Musicales Chilenos (1969), Músicos sin pasado (1971), La filosofía en Chile (1976), und El vuelo de los búhos. Actividad filosófica en Chile de 1810 a 2010.
| Personendaten    | Personendaten                        |
| ---------------- | ------------------------------------ |
| NAME             | Escobar Budge, Roberto               |
| KURZBESCHREIBUNG | chilenischer Komponist und Philosoph |
| GEBURTSDATUM     | 11. Mai 1926                         |
| GEBURTSORT       | Santiago de Chile                    |
| STERBEDATUM      | 2011                                 |